# Ulu Idanoduo
Ulu Idanoduo is een bestuurslaag in het regentschap Nias Selatan van de provincie Noord-Sumatra, Indonesië. Ulu Idanoduo telt 1234 inwoners (volkstelling 2010).